# Zoey Holloway
Zoey Holloway (Los Ángeles, California; 27 de noviembre de 1966) es una actriz pornográfica, artista BDSM, modelo fetichista y modelo ocasional estadounidense. Se retiró de la industria del entretenimiento para adultos en el 2014.

## Premios y nominaciones
- Nominación a los AVN Award 2011 – Best All-Girl Group Sex Scene – An Orgy of Exes (junto a Lily Cade, Briana Blair, Misti Dawn, India Summer, Cadence St. John y Jamey Janes)[4]
- Ganadora de los AVN Award 2012 – Best All-Girl Group Scene – Cherry 2 (junto a Missy Martinez, Diamond Foxxx y Brooklyn Lee)[5]
- Nominación a los AVN Award 2012 – Best All-Girl Group Scene – Rezervoir Doggs: An Exquisite Films Parody (junto a Amber Rayne y Tara Lynn Foxx)[6]
- Nominación a los AVN Award 2012 – MILF/Cougar Performer of the Year[6]
- Nominación a los XBIZ Award 2012 – MILF Performer of the Year[7]